# 西諸信用金庫
西諸信用金庫（にしもろしんようきんこ）は、かつて宮崎県小林市に本店を置いていた信用金庫である。
金融機関コードは1984、店舗数は9店舗だった。
高鍋信用金庫への合併の際には9店舗中7店舗を引き継がれ、営業区域が重複する残る2店舗については近隣の高鍋信用金庫の既存の店舗へ統合された。
社名の西諸は「西諸県」の略称。

## 沿革
- 1950年（昭和25年）9月　西諸信用組合として設立。
- 1953年（昭和28年）6月　信用金庫法に基づき、西諸信用金庫に改組。
- 2005年（平成17年）10月17日　高鍋信用金庫との合併により消滅。本店は高鍋信用金庫の小林支店となる。